# Christlicher Metal
Als christlicher Metal wird Metal mit Liedtexten christlichen Inhalts bezeichnet. Er umfasst musikalisch fast alle Spielarten des Metal. Bands aus dem jeweiligen Stil werden häufig ohne den Zusatz „christlich“ klassifiziert. Eine Ausnahme davon bilden die beiden ausschließlich christlichen Subgenres White Metal und Unblack Metal.

## Definition und Abgrenzung
Der christliche Metal bewegt sich zu weiten Teilen in einer eigenen Subkultur mit eigenen Distributionskanälen, Labels, Magazinen und Festivals.
Die explizit christliche Metal-Szene bezeichnet zur Selbstabgrenzung die nicht-christliche Metal-Gemeinschaft oft als „säkular“, wenngleich dies nicht zwingend auf nicht-christliche Vertreter zutrifft.

## Geschichte

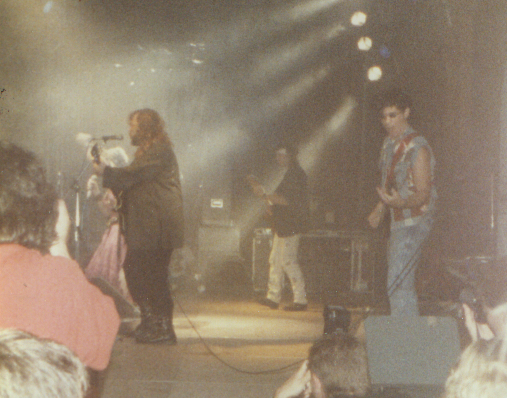
Die amerikanische Hard-Rock-Band Resurrection Band live im Jahre 1988

Der Grundstein der christlichen Hard-Rock- und Metal-Szene wurde in den späten 1960er- sowie den beginnenden 1970er-Jahren gelegt, als Musiker und Bands im Zuge der Jesus-People zum Christentum konvertierten, den Stil ihrer Musik aber beibehielten. So erschien z. B. 1969 Larry Normans Album Upon the Rock, welches als eines der ersten christlichen Rock-Alben gilt.
Mitte bis Ende der 1970er entstanden Bands wie Jerusalem aus Schweden, die Resurrection Band oder die Daniel Band im Hard-Rock-Bereich. 1978 z. B. veröffentlichten sowohl Jerusalem mit Volume 1 (schwedisch: Volym 1), als auch die Resurrection Band (auch REZ genannt) mit Awaiting Your Reply ihre Debütalben, die dem christlichen Metal als Vorreiter dienten.
Die ersten Heavy-/Glam-Metal-Bands aus dem christlichen Sektor bildeten sich Mitte der 1980er, von denen die nominell 1983 gegründete Glam-Metal-Band Stryper wohl die bekannteste war. 1984 veröffentlichte sie ihre erste EP The Yellow and Black Attack und zwei Jahre später ihr meistverkauftes Album, To Hell with the Devil, das sogar den Platin-Status von der RIAA verliehen bekam.
Doch nicht nur in den Mainstream-Metal der 80er Jahre fanden christliche Bands Eingang, sondern auch im deutlich raueren Thrash Metal. Ende der 80er publizierten z. B. Vengeance Rising aus Los Angeles ihr erstes Album Human Sacrifice. Eine weitere wichtige Band aus diesem Bereich war die 1990 gegründete Gruppe Tourniquet. Im selben Jahr veröffentlichten Opprobrium (seinerzeit noch unter dem Namen Incubus) ihr zweites Album Beyond the unknown, das stilistisch zwischen Thrash- und Death Metal mäanderte und Lieder enthielt wie Massacre of the unborn, das Abtreibung kritisiert. Im Jahr darauf brachte die australische Band Mortification das erste christliche Death-Metal-Album heraus, 1993 erschien das Debüt der ebenfalls aus Australien stammenden Death-/Doom-Metal-Band Paramaecium.
Während in Norwegen der Black Metal im Untergrund seinen Zenit erreichte, wurde 1994 mit dem Ein-Mann-Projekt Horde des ehemaligen Mortification- und Paramaecium-Schlagzeugers Jayson Sherlock der Unblack Metal begründet, benannt nach Hordes einzigem Album Hellig usvart (norwegisch für heilig unschwarz, holy unblack); diese Bezeichnung war die Antwort auf den Unholy Black Metal der norwegischen Bands wie Darkthrone und Mayhem.
Eine weitere stilprägende Unblack-Metal-Band ist die 1990 in Norwegen unter dem Namen Crush Evil gegründete Band Antestor, welche neben Horde zu den ersten und wichtigsten Unblack-Metal-Bands zählt, obwohl sie von ihrer Gründungszeit als Crush Evil an bis zur Veröffentlichung ihres ersten richtigen Albums The Return of the Black Death 1998 eher Death-/Doom Metal spielten. Øystein „Euronymous“ Aarseth, Gitarrist von Mayhem und Gründer der norwegischen Black-Metal-Bewegung, hatte der Band Anfang der 1990er Jahre gedroht, die satanische Szene würde sie zur Auflösung zwingen, wozu es allerdings nie kam. Stattdessen spielte Mayhems Schlagzeuger Jan Axel „Hellhammer“ Blomberg, sogar Schlagzeug auf ihrer EP Det tapte liv von 2004 und ihrem Album The Forsaken von 2005.
Neben Antestor und Horde gehört auch die 1994 gegründete Band Admonish aus Stockholm zu den ältesten Gruppen aus dem Bereich des Unblack Metal. Obwohl in den Anfangstagen dieser Richtung gegründet, brachten sie erst im April 2005 ihre erste EP Den Yttersta Tiden heraus, die ironischerweise bei einem Konzert im Stockholmer Club 666 der Öffentlichkeit präsentiert wurde.
Als Ende der 1990er der Nu Metal im Mainstream Anklang fand, feierte die Band P.O.D. (Abk. für: Payable on Death) Erfolge und kurz darauf konnte sich auch die kalifornische Band As I Lay Dying ins Spitzenfeld des Metalcores, weit über die Grenzen der christlichen Szene hinaus, schieben.

## White Metal

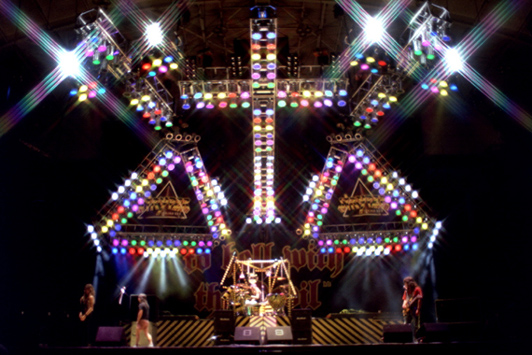
Die White-Metal-Band Stryper mit aufwändiger Bühnenshow im Jahre 1986

Zur Abgrenzung von Bands, die wegen ihrer satanistischen Texte dem Black Metal zugeordnet wurden, hat Metal Blade Records beim Bewerben der Doom-Metal-Band Trouble den Begriff White Metal genutzt, da die Texte jener Band oftmals christliche Themen behandeln. Die Mitglieder der Band distanzierten sich später davon, allerdings wird die Band nach wie vor häufig dem White Metal zugeordnet auch von Musikern wie King Diamond, der mit Trouble auf Tournee ging, ihre Mitglieder allerdings nicht als „Hardcore-Christen“ wahrnahm und ihre Texte für vager als die von Stryper befand. Im Gegensatz zu Bands wie Stryper ging es Trouble auch nie darum, Fans zum Christentum zu bekehren.
Der Begriff White Metal bezeichnete später jene christlichen Metal-Bands der 1980er-Jahre, die dem Heavy Metal, dem frühen Power Metal und dem Glam Metal nahestanden. Typische Vertreter sind Stryper, Bloodgood und Bride. Ausgangspunkt und Zentrum des White Metals waren die USA, dort vor allem ausgehend von der amerikanischen Plattenfirma Enigma. Enigma nahm in den 1980ern, motiviert durch den Erfolg von Stryper, mehrere christliche Bands dieser Stilrichtung unter Vertrag.
Der White Metal verbreitete sich recht schnell in der internationalen Metal-Szene. So gab es auch in Europa mit der deutschen Band Creed (nicht zu verwechseln mit der amerikanischen Alternative-Rock-Band gleichen Namens) oder der britischen Band Seventh Angel verschiedene White-Metal-Formationen, die mit zumindest mäßigem kommerziellem Erfolg auffallen konnten. Noch heute sind die klassischen White-Metal-Bands der 1980er vor allem in Südamerika und Japan sehr populär.
Im klassischen White Metal wird lyrisch vor allem die Gnade und Größe Gottes bzw. Jesu im Sinne von Lobpreisungen behandelt. Aber auch Evangelisation und die klare Distanzierung vom „Bösen“ kann in den Texten gefunden werden. Im Gegensatz zum später entstandenen Unblack Metal wirken die Texte positiv, direkt und plakativ und sind stark von reformatorischen und evangelikalen Einflüssen geprägt. Die Band Stryper verband ihr musikalisches Schaffen zudem mit offensiver Evangelisation, etwa durch das Verschenken von tausenden kostenloser Bibeln während ihrer Konzerte.
Der Begriff „White Metal“ hat in der Folgezeit eine Bedeutungsänderung erfahren und wird gelegentlich von der Fachpresse und von den Fans für alle ideologisch-christlich begründete Musik jeglicher Metal-Stile angewandt – vor allem im Gegensatz zu satanischen oder okkulten Spielarten wie dem Black Metal und teilweise auch dem Death Metal.

### Vertreter
- August Burns Red (USA)
- Barren Cross (USA)
- Bloodgood (USA)
- Bride (USA)
- Deliverance (USA)
- Guardian (USA)
- Ken Tamplin (USA)
- Messiah Prophet (USA)
- Oh, Sleeper (USA)
- Saviour Machine (USA)
- Seventh Angel (UK)
- Seventh Avenue (DE)
- Since October (USA)
- Sleeping Giant (USA)
- Stryper (USA)
- Theocracy (USA)
- früher Vengeance Rising (USA)
- Whitecross (USA)

## Unblack Metal

Horde

Antestor

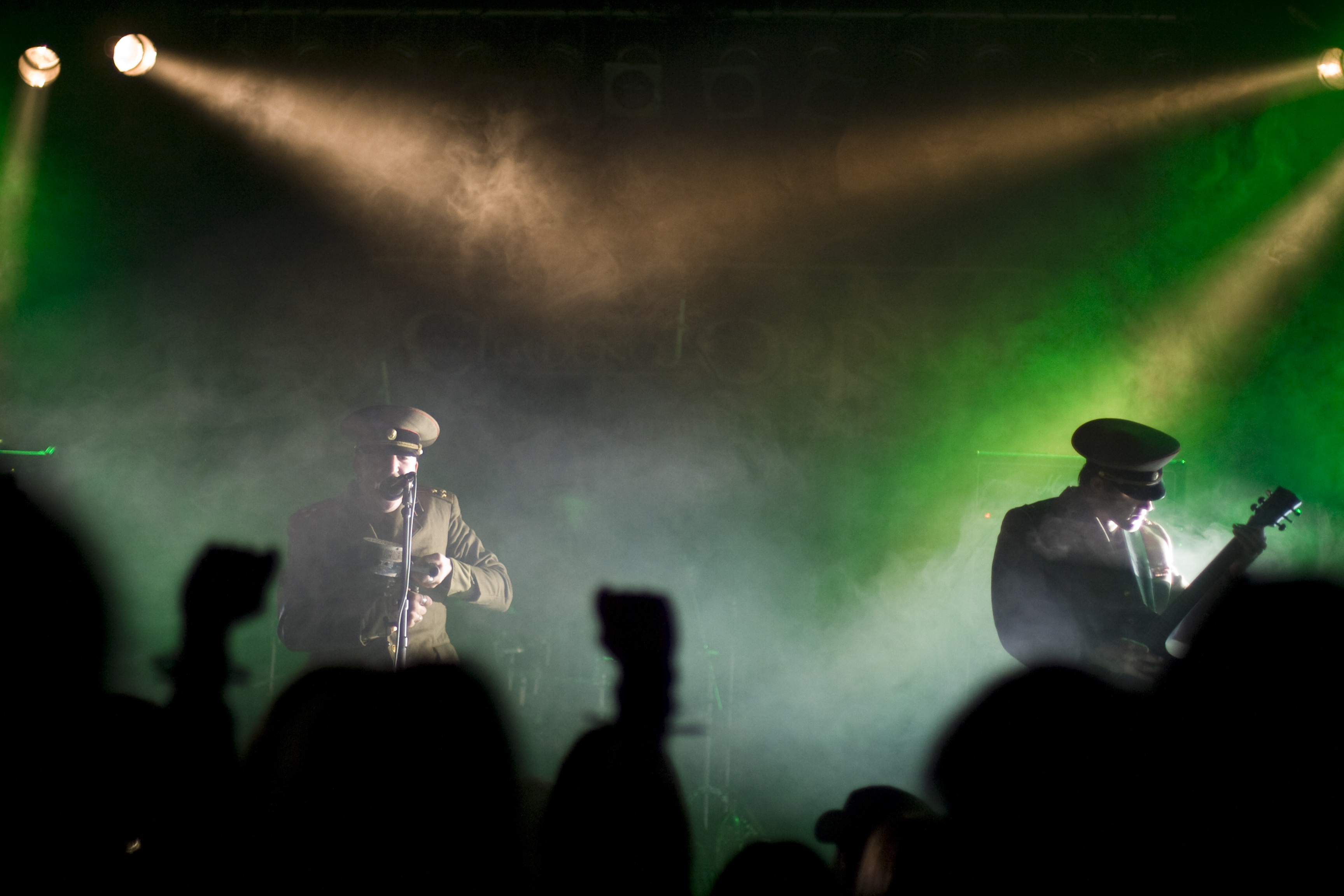
Drottnar. Markenzeichen der Band sind kommunistische Uniformen

Unblack Metal bezeichnet christlichen Metal, der sich an Stilelementen des skandinavischen Black Metal bedient. Der Begriff „Unblack Metal“ geht auf das einzige Album Hellig usvart, norwegisch für Heilig unschwarz, des Projektes Horde zurück. Die Bezeichnung selbst wird oft mit Argwohn betrachtet und von der christlichen wie auch der nicht-christlichen Szene selten verwendet. Stattdessen wird die Definition über die musikalischen Merkmale bevorzugt, was aber wiederum im traditionellen Black Metal, der über den Satanismus definiert ist, auf Ablehnung stößt.
Zentrales Thema im Unblack Metal ist der christliche Glaube. Allerdings liegt der Fokus im Gegensatz zu den teils plakativen Lobpreis-Texten des White Metal auf einem düsteren Blickwinkel. Im Unblack Metal werden primär negative Aspekte des Lebens wie Melancholie, Trauer und innere Verzweiflung, die mühsame Suche nach Gott oder Hass und Wut beleuchtet. Bands wie Crimson Moonlight lassen Prophetie in ihre Texte einfließen. Aber auch eine klare Distanzierung vom Bösen findet vor allem in stark anti-satanischen Texten Eingang, wie sie zum Beispiel auf Hordes Hellig usvart zu finden sind. Metapher, biblischer Symbolismus und ein archaischer Sprachstil sind typische sprachliche Merkmale.
Auch positive Lyrik findet ihren Platz in Form von Gebeten (z. Bsp. Faader Vaar von Vaakevandring) und Psalmvertonungen, Aufrufen zum Glauben (z. Bsp. Fall of Man von Vaakevandring) oder Lobpreis- und Danksagungsliedern (z. B. Silent Witness von Vardøger).
Die Unblack-Metal-Szene ist im Allgemeinen vom eigentlichen Black Metal unabhängig. Alle wichtigen Plattenlabel und Distributionen der Szene führen fast ausschließlich christliche Bands. In Europa kann aber auch partielle Zusammenarbeit mit der nicht-christlichen Szene beobachtet werden, allerdings erst seit der Ermordung von Szenegründer und -leitfigur Øystein „Euronymous“ Aarseth und der Abkehr vieler Szenemitglieder vom Satanismus und damit vom traditionellen Black Metal selbst. So produzierte etwa Stian Aarstad, damals Keyboarder von Dimmu Borgir, 1997 das Demo der christlichen Band Vaakevandring. Jan Axel „Hellhammer“ Blomberg, Schlagzeuger von Aarseths Band Mayhem, spielte 2004 als Gastschlagzeuger bei Antestor. Auch von Seiten der christlichen Bands ist eine explizite Abgrenzung nicht immer erwünscht. Die deutsche Band Sacrificium unterschreiben z. B. 2006 einen Plattenvertrag bei dem griechischen Label Black Lotus Records, dessen Gründer bekennender Satanist war. Auch präsentieren einige Bands die christliche Thematik nicht immer offen und behandeln nicht durchgängig rein christliche Themen. Slechtvalks drittes Album At the Dawn of War kann ohne Mühe säkular interpretiert werden.
In Amerika existiert jedoch vor allem im südlichen Teil des Kontinents eine radikalere, stark anti-satanische Unblack-Metal-Szene mit Bands wie Zurisadai, Azbuk, Moriah und Divine Symphony aus Brasilien oder Hortor aus Mexiko. Deren Liedtexte zeigen oftmals eine gewisse Radikalität, die die Bereitschaft zu Gewalt und eine Gutheißung des Kreuzrittertums zulässt. Der eschatologische Kampf zwischen „Gut“ und „Böse“, wie er in der Offenbarung des Johannes beschrieben ist, ist ein häufig genutztes Motiv im Unblack Metal. Auch wird auf Charles Peter Wagners Idee der Geistlichen Kriegsführung zurückgegriffen, z. B. durch Elgibbor und Frost like Ashes. In den USA veröffentlichten Bands wie Eulogium oder Horrific Majesty in den Szene-Labels Son of Man Records, Gud Er Sannhet und EEE, welche ausschließlich Unblack-Metal-Bands führen. In jüngster Zeit ist aber auch in Europa das Entstehen einer radikaleren Unblack-Szene zu beobachten. Vorreiter dabei sind beispielsweise die polnischen Bands Firethrone und Elgibbor.
In Schweden existiert eine kleine, spezifisch römisch-katholisch geprägte Szene um die Bands Reverorum Ib Malacht und Döddföd, erstere wurde unter anderem von dem ehemaligen Ofermod-Gitarristen Karl Hieronymous Emil Lundin sowie von Karl Axel Mikael Mårtensson gegründet. Nachdem diese 2010 zum Katholizismus übergetreten sind, änderte sich auch die inhaltliche Ausrichtung. Obwohl Reverorum ib Malacht sich inzwischen gegen Satanismus ausspricht, ist deren Gitarrist Nicklas Johan Lingvall gleichzeitig bei antikosmischen und satanischen Bands wie Grav oder Draug aktiv.
Umstritten ist auch die polnische Band Batushka, deren Album Litourgiya sich mit russisch-orthodoxer Liturgie befasst und die offen lässt, ob ihre Texte aus christlicher, satanischer oder anti-religiöser Perspektive zu sehen sind.
In Europa bilden die Festivals Blast of Eternity in Neckarsulm (Deutschland), Elements of Rock (Schweiz) und das Nordicfest in Oslo (Norwegen) wichtige Zentren des Unblack Metals.

### Vertreter
- Sacrificium (Deutschland)
- Admonish (Schweden)
- Antestor (Norwegen)
- Crimson Moonlight (Schweden)
- Divine Symphony (Brasilien)
- Drottnar (Norwegen)
- Elgibbor (Polen)
- Frost like Ashes
- Frosthardr (Norwegen)
- Horde (Australien)
- Horrific Majesty (USA)
- Lengsel (Norwegen)
- Poems of Shadows (Brasilien)
- Pantokrator (Schweden)
- teilweise Slechtvalk (Niederlande)
- Vaakevandring (Norwegen)

## Christliche Bands in anderen Metal-Substilen
Neben den beiden eben genannten Kategorisierungen existieren auch Bands, die nicht in das klassische Muster von White- oder Unblack Metal fallen und höchstens als White Metal in der ideologischen Definition für alle Metal-Stile bezeichnet werden.

### Heavy- und Power Metal

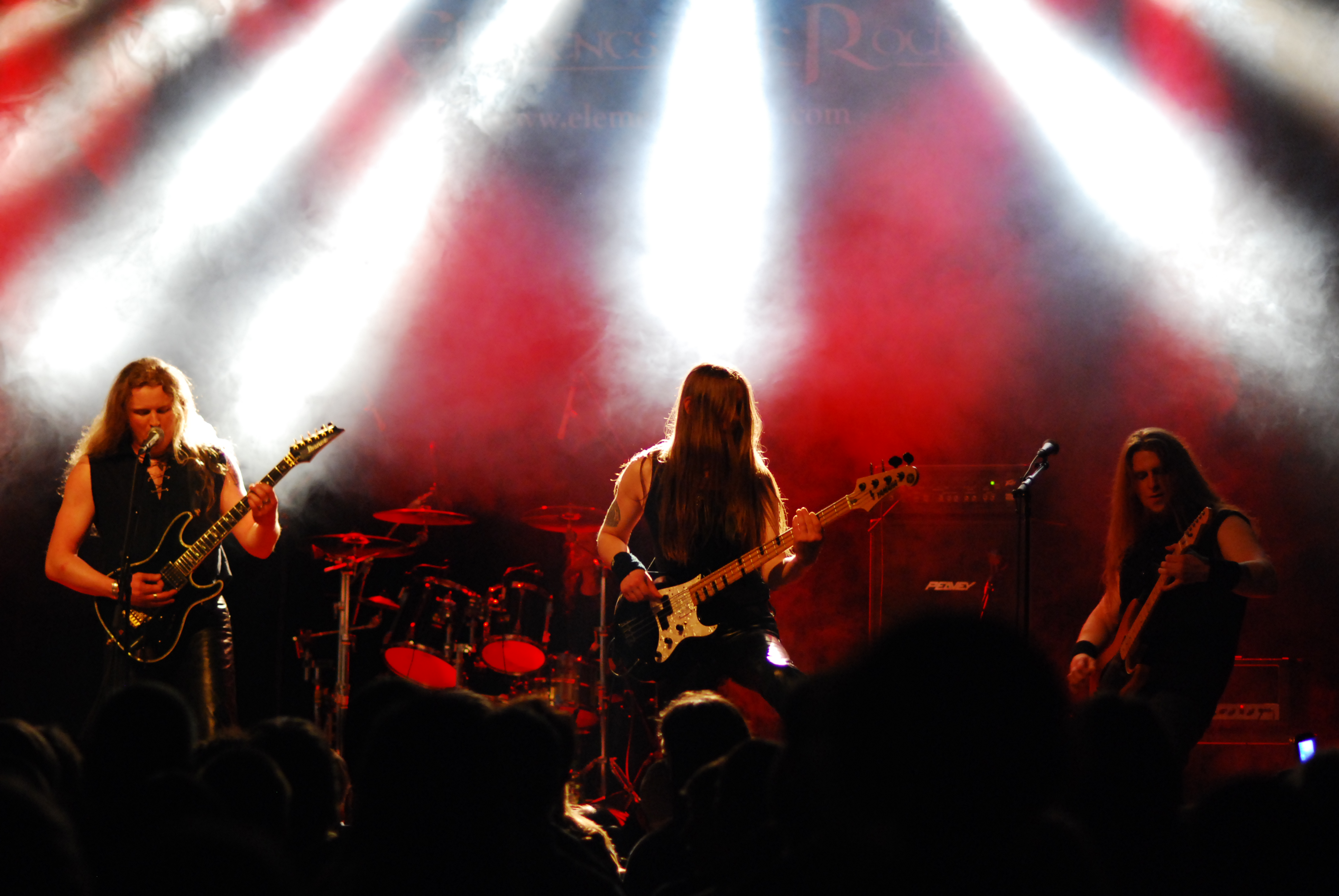
Die deutsche Power-Metal-Band Seventh Avenue auf dem Elements of Rock 2008

Bands wie Seventh Avenue aus Deutschland, Narnia und Divinefire aus Schweden und Rob Rock und Sacred Warrior aus den USA zählen zu den wichtigsten und bekanntesten im Bereich des Power Metal. So sang beispielsweise Rob Rock vor der Gründung seines Soloprojektes in Bands und Projekten wie Impellitteri und in der Band des Gitarristen Axel Rudi Pell sowie in der Metal-Oper Avantasia des Edguy-Frontmannes Tobias Sammet, dort lieh er der Figur Johann von Bicken seine Stimme. Ex-Narnia-Sänger Christian Rivel hingegen ist Inhaber des Labels Rivel Records, während sein Bandkollege Carl Johann Grimmark in Bands wie Rob Rock und Saviour Machine an der E-Gitarre spielt. Vereinzelt lassen sich im Power Metal christliche Elemente sehen. Als Beispiele seien hier Hey Lord von Helloween, Sadly Sings Destiny von Blind Guardian und Pray von Gamma Ray genannt.

### Death- und Melodic Death Metal

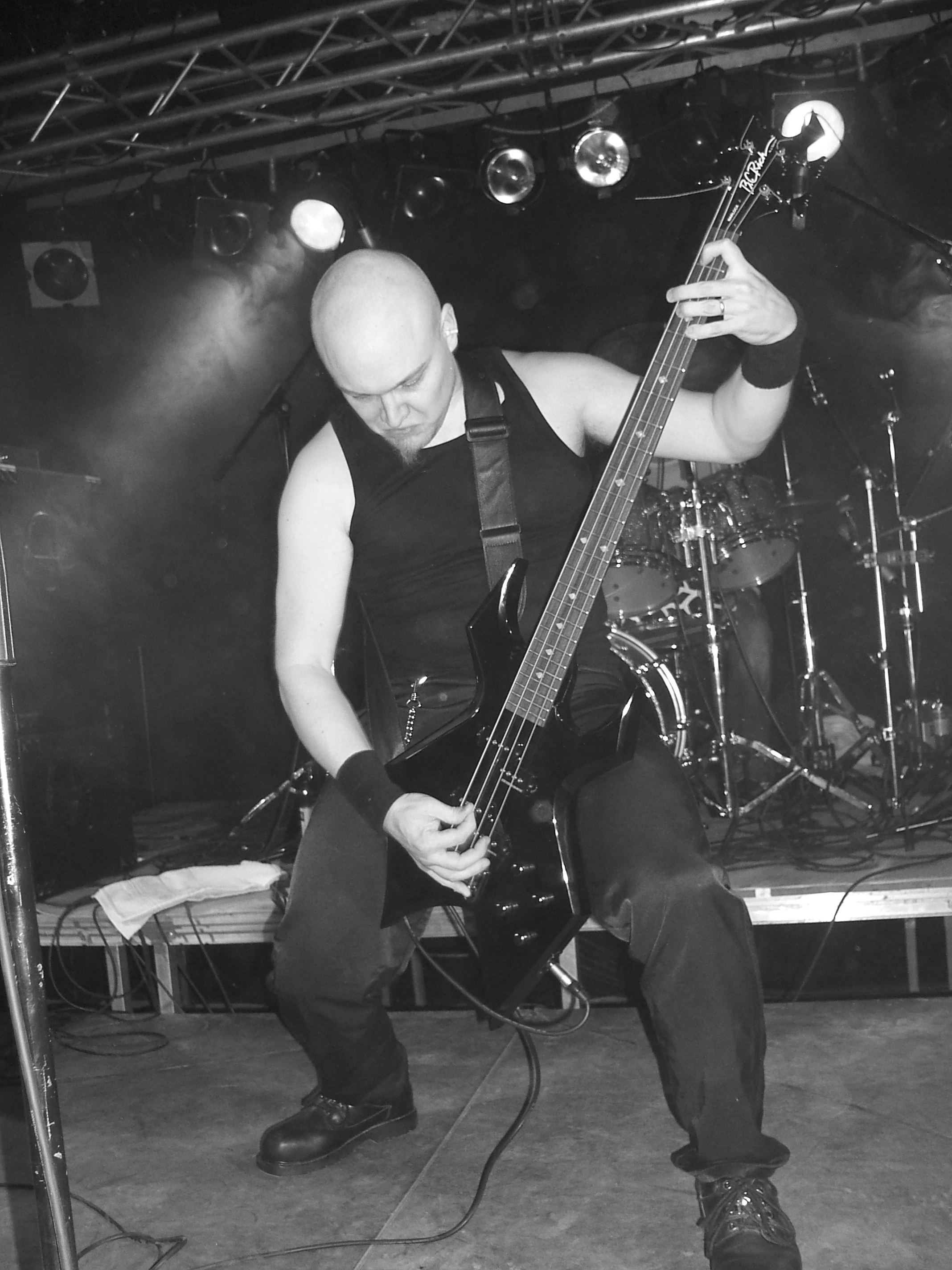
Aki Särkioja, Bassist und Sänger der Melodic-Death-Metal-Band Immortal Souls, Metalfest 2007 Bad Hersfeld

Die wichtigste Band im Bereich der christlichen Death-Metal-Bands ist Mortification aus Australien. Steve Rowe, Sänger und Bassist von Mortification, gründete den ersten ausschließlich christlichen Metal-Versand Rowe Productions, wo er auch Hordes Album Hellig usvart neu auflegte. Ebenfalls zu den wichtigen Bands zählen die Death-/Doom-Metal-Band Paramaecium aus Australien sowie aus jüngerer Vergangenheit Sacrificium aus Deutschland.
Die norwegische Band Schaliach veröffentlichte 1996 mit Sonrise eines der wenigen Melodic-Death-Metal-Alben im christlichen Sektor, löste sich aber nach dieser CD auf. Sonrise wurde 2005 von Momentum Scandinavia mit einem zusätzlichen Lied wiederveröffentlicht. Eine der bedeutsamsten, zurzeit aktiven Melodic-Death-Metal-Band ist Immortal Souls aus Finnland, die Mitte der 1990er als Death-Metal-Band gegründet worden war, sich 1999 mit der Split-CD Divine Wintertime/Through the Woods, Towards the Dawn (der zweite Teil stammt von einer mittlerweile nicht mehr existenten Unblack-Metal-Band namens Mordecai) in Richtung Melodic Death Metal weiterentwickelte. Immortal Souls veröffentlichten bisher vier Alben. Ebenfalls aus Finnland stammt Renascent, die teilweise dem Melodic Death Metal zugerechnet werden können.

### Doom Metal und Subgenres
Christlich konnotierte Themen sind seit dem Black-Sabbath-Album Master of Reality aus dem Jahr 1971, welches das Stück After Forever enthielt, Bestandteil der Doom-Metal-Szene. After Forever gilt manchen Metal- und Rock-Chronisten als das erste christliche Rockstück überhaupt. Das Stück wurde häufig von christlichen Metal-Bands nachgespielt und diente einigen Gruppen als Inspiration. Mit Trouble gründete sich 1979 die erste lyrisch vollständig christlich ausgerichtete Doom-Metal-Band. Sie zählt neben Place of Skulls des Pentagram-Gitarristen Viktor Griffin zu den bedeutsamsten christlich ausgerichteten Bands im klassischen Doom Metal. Weitere Gruppen wie Faith, Nomads Sons, Pÿlon oder Troglodyte Dawn etablierten sich nach der Jahrtausendwende, erreichten aber nicht die Popularität der Vergleichsgrößen Trouble und Place of Skulls. David Benson gründete nach einigen kommerziell erfolgreichen Solo-Projekten im Heavy Metal und Hard Rock im Jahre 2006 die Doom-Metal-Band David Benson’s Dbeality. Am Schlagzeug spielt Robert Sweet von Stryper, Session-Musiker sind C. J. Grimmark und Andreas Olsson von Narnia.

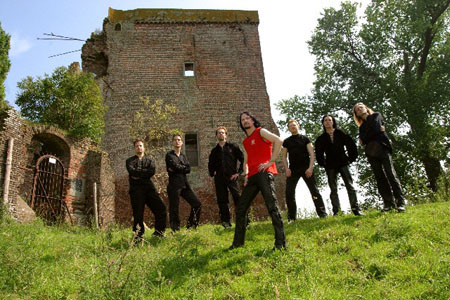
Die Death-Doom-Band Morphia

Die Epic-Doom-Band Veni Domine aus Schweden zählt zu den populärsten Vertretern christlichen Epic Dooms. Der Veni-Domine-Schlagzeuger Thomas Weinesjö spielt auch in der vom Doom Metal beeinflussten Dark-Rock-Band Saviour Machine. Saviour Machine, eine der bekanntesten christlichen Bands im Metal, wurde, neben dem Personenkult um Sänger und Mitbegründer Eric Clayton, durch ihre musikalische Trilogie Legend, die die Apokalypse, das Ende der Welt, beschreibt, weit über die Landesgrenzen der USA hinaus bekannt. Weitere Epic-Doom-Bands wie Mirador oder Forsaken sind allerdings selten. Daneben verarbeiten vereinzelt Gruppen weiterer Doom-Metal-Subgenres christliche Themen. So die Death-Doom- und Gothic-Metal-Bands Paramaecium, Ashen Mortality, Seventh Angel, Century Sleeper (alle vier unter der Beteiligung des Gitarristen Ian Arkley), Morphia, Ekklesiast und Virgin Black ebenso wie die Stoner-Doom-Bands Starchild, HypnoGog und Goliath. Mit Callisto existiert hinzukommend eine christliche Post-Metal-Band.

### Folk Metal
Auch im Folk-Metal-Bereich existieren christliche Bands, die zwar eher dem Unblack Metal zuzuordnen sind, aber auch – teilweise starke – Folk-Einflüsse aufweisen. So setzt die ukrainische Band Holy Blood diese Anleihen zum Beispiel durch Verwendung von Flöte und Sackpfeife um, während bei den norwegischen Bands Vaakevandring und Vardøger erstere stark auf den Einsatz von Keyboards setzt, letztere teilweise auf den Gebrauch von hymnischem Männergesang, wie er oft im Viking Metal zu finden ist, zurückgreift.

### Nu Metal und Metalcore

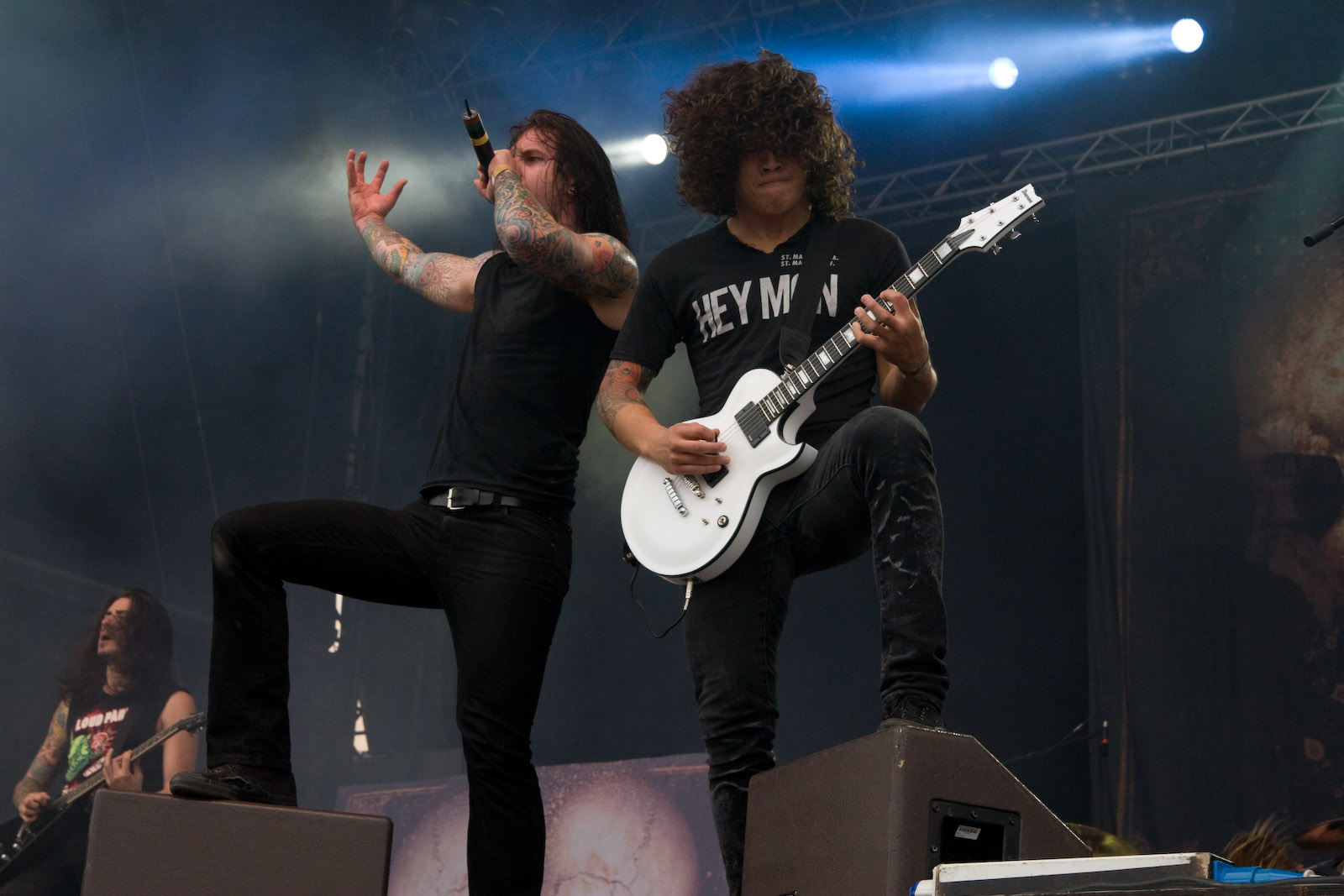
As I Lay Dying auf dem „With Full Force Festival“ 2007

Die bekannteste christliche Nu-Metal-Band ist die US-amerikanische Gruppe P.O.D., die vor allem um 2001 mit ihrem Album Satellite weltweite Erfolge erzielen konnte. Weiter verbreitet ist eine christliche Weltanschauung im Metalcore. Mit As I Lay Dying, August Burns Red, Blessthefall, For Today, Underoath, Disciple und Demon Hunter bekennen sich einige der bekanntesten US-amerikanischen Metalcore-Bands zu ihrem Glauben und verarbeiten entsprechende Motive in ihren Texten. Vor allem Facedown Records und Solid State Records haben viele weniger bekannte US-amerikanische christliche Metalcore-Bands unter Vertrag.
In Deutschland ist Guideline Records ein recht bekanntes Label, die Kölner Band Arson kombiniert Emocore mit christlichen Texten. Obwohl es in Europa wenige kommerziell erfolgreiche christliche Metalcore-Bands gibt, stellt Powermetal.de in einem Review zum Sampler Songs to Set Hearts on Fire fest: „In Europa scheint es wohl mit dem christlichen Hartwurstgebolze prächtig zu stehen.“ (Lasse Rosenberger im November 2003)

### Weitere Vertreter
- Deadly Blessing (USA) – Power/Speed Metal
- Divinefire (Schweden/Finnland) – Power/Speed Metal
- Extol (Norwegen) – Progressiver Thrash-, Death- und Unblack Metal
- Haste the Day (USA) – Metalcore
- Immortal Souls (Finnland) – Melodic Death Metal
- Living Sacrifice (USA) – Thrash-, Death Metal und Metalcore
- Circle of Dust (USA) – Industrial Metal
- Morphia (Niederlande) – Doom Metal
- Narnia (Schweden) – Power Metal
- Rob Rock (USA) – Heavy Metal, Power Metal
- Saviour Machine (USA) – Dark Rock/Symphonic Metal
- Seventh Avenue (Deutschland) – Power Metal
- Skillet (USA) – Nu Metal/Symphonic Metal/Hard Rock
- Tourniquet (USA) – Progressive Thrash Metal
- Ultimatum (USA) – Thrash Metal
- Virgin Black (Australien) – Death Doom; Gothic Metal
- Veni Domine (Schweden) – Epic Doom

## Kontroversen und Kritik

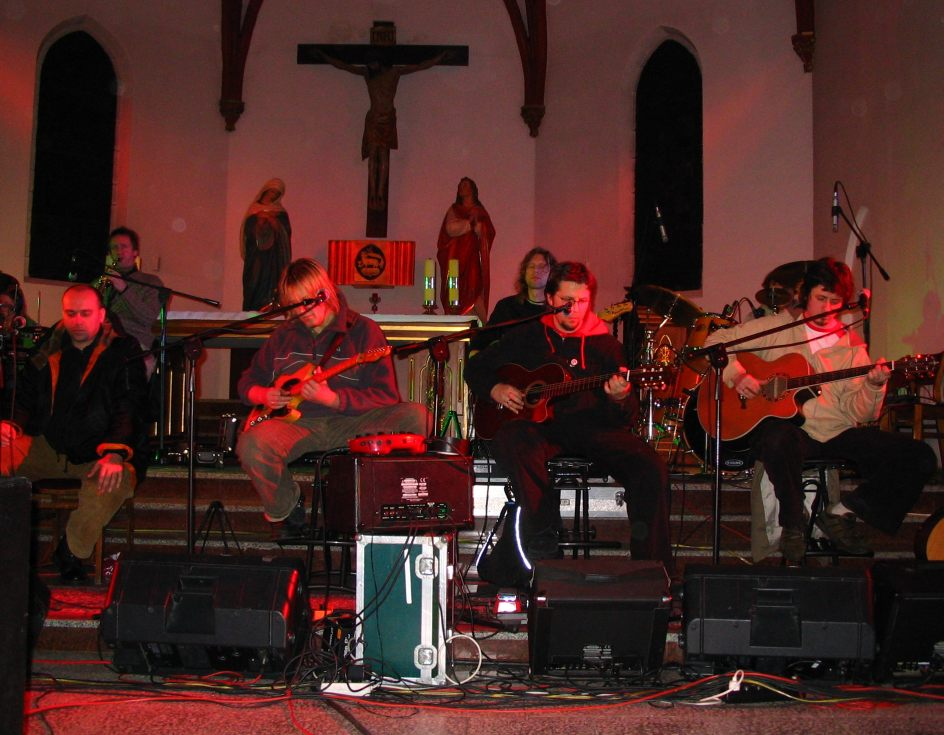
Die christliche Rock-Band 2Tm2,3 bei einem Auftritt in einer Kirche

Der christliche Metal ist in zweierlei Hinsicht im Brennpunkt der Kritik.

### Kritik von Christen und der Öffentlichkeit
Zum einen wird den Bands von einigen konservativen Christen vorgeworfen, Rockmusik sei allgemein des Teufels und dürfe von Christen nicht gehört und gespielt werden. Als Belege für diese Hypothesen werden u. a. die Beschäftigung mit Okkultismus im Metal, auch schon in dessen Anfängen (Black Sabbath, Venom, Mercyful Fate, die spätere Black-Metal-Bewegung), und vermeintliche oder tatsächliche Rückwärtsbotschaften angeführt. Des Weiteren wird auch einigen Rock-Bands eine okkulte Verbindung nachgesprochen, so soll der Name der Gruppe KISS angeblich für Knights in Satan’s Service, Kings in Service of Satan oder ähnliches stehen. Jene Argumente werden oft zum Gegenstand von anti-häretischen Schriften gegen die Rockmusik und den Metal im Speziellen.
Auf der anderen Seite gründete 1985 der Pastor Bob Beeman die Gemeinde von Sanctuary International, die den christlichen Metal gutheißt. Pastor Bob, wie er von der Szene genannt wird, hielt schon einige Ansprachen auf Festivals wie dem Bobfest (was nichts mit dem Namen des Pastors zu tun hat, sondern eine scherzhafte Anlehnung an das christliche Festival Tomfest in den USA ist) und dem Elements of Rock.

### Kritik von Seiten der Metal-Szene
Der zweite Brennpunkt der Kritik kommt aus einigen Teilen der nicht-christlichen Metal-Szene. Dabei reichen die Meinungen von Ignorierung und Ablehnung von Religion über milde Belächelung bis zu offenem Hass und direkter Verachtung des Christentums. Der christliche Metal wird teilweise als Unterwanderung der Grundidee des Metal verstanden. Diese Art der Kritik ist vor allem in den extremeren Spielarten, dort speziell im generell anti-christlich und satanistisch eingestellten Black Metal, vorhanden. So sagte Øystein „Euronymous“ Aarseth von Mayhem in einem Interview bezüglich der Band Crush Evil (später Antestor):

“BUT – when it comes to bands like Crush Evil, we must take serious action. It’s bad enough to have a couple of society bands, but a CHRISTIAN band is too much. But don’t worry, we have plans. They will not continue for a very long time.”

„ABER – wenn es um Bands wie Crush Evil geht, müssen wir ernsthafte Maßnahmen ergreifen. Es ist schlimm genug, einige Gesellschaftsbands [gemeint sind Bands mit sozialem Bezug] zu haben, aber eine CHRISTLICHE Band ist zu viel. Aber keine Sorge, wir haben Pläne. Sie werden nicht mehr lange weitermachen.“

In den Anfängen war der offene Hass gegenüber dem Christentum ein wesentliches Element in der gesamten Black-Metal-Kultur, es kam etwa in Skandinavien in den Anfängen der dortigen Szene zu Brandstiftungen an Kirchen u. a. durch Varg Vikernes, alleiniges Mitglied des Projekts Burzum und zeitweiliger Bassist von Mayhem.
Als ein Grund für die Ablehnung des Christentums wird oft das Verhalten der Kirche im Laufe der Geschichte genannt. Ereignisse wie die Zwangsmissionierungen, die Kreuzzüge, die Inquisition, die Hexen- und Ketzerverfolgungen, werden ablehnend beurteilt. So spricht zum Beispiel die Band XIV Dark Centuries über die Herkunft ihres Bandnamens in einem Interview:

„XIV Dark Centuries bedeutet die Vereinnahmung der germanischen Welt durch das Christentum, welche in unserem Gebiet nun schon seit 14 Jahrhunderten anhält. Wir halten diesen Zeitabschnitt für die dunklen Jahrhunderte und es wird Zeit das sich die germanische Welt wieder dem Licht zuwendet.“

Auch Umgang mit der Macht von Seiten der Kirche im Mittelalter und der frühen Neuzeit sorgten dafür, dass diese abzulehnen sei. Diese Ablehnung wird von den Anhängern der entsprechende Szenen auf das gesamte Christentum übertragen. Diese Schlussfolgerungen und Assoziationen sind ein beständiges Element in den Liedtexten vieler Black-Metal-Bands.
Heute ist offener Hass gegenüber dem Christentum im Black Metal und in den angrenzenden Spielarten nicht mehr omnipräsent. Die Zahl der Musiker und Metal-Fans, die offene Feindschaft pflegen und ernsthaft die Vernichtung des Christentums oder zumindest des christlichen Metal fordern, ist inzwischen recht gering.
So spielte z. B. Jan Axel Blomberg von Mayhem auch auf Antestors Album The Forsaken Schlagzeug, obwohl Mayhem als satanistische Band gegründet worden waren. Trotzdem bleiben der Hass auf das Christentum sowie Satanismus sowohl ein sehr häufig aufgegriffenes Stilmittel in Liedtexten und graphischer Kunst in der Szene als auch Identifikationspunkt traditioneller Black-Metal-Bands.

## Richtungsweisende Alben
Hier werden einige Alben genannt, die für den christlichen Metal, bzw. dessen Subgenres prägend waren und sind.
- Soldiers Under Command (1985) von Stryper für den White Metal
- Scrolls of the Megilloth (1992) von Mortification für den christlichen Death Metal
- Hellig usvart (1994) von Horde für den Unblack Metal
- The Return of the Black Death (1998) von Antestor für den Unblack Metal
- „Escaping the stupor“ (2006) und „Prey for your gods“ (2014) von Sacrificium für den Death Metal

## Medien
Das erste wichtige Printmedium der christlichen Metal-Szene war das 1985 erstmals erschienene und von dem US-Amerikaner Doug van Pelt ins Leben gerufene Heaven’s Metal-Magazin, welches sich über die Jahre zu einer wichtigen Plattform für unbekannte christliche Bands wie z. B. Blindside, Project 86, P.O.D. wurde. 1995 wurde die Zeitschrift in HM Magazin umbenannt und berichtet von nun an auch über christliche Rock- und Hard-Rock-Musik. Das HM Magazin wurde inzwischen das wichtigste und kommerziell erfolgreichste Magazin für christliche Rockmusik und bedient in erster Linie den US-amerikanischen Markt. 2004 startete van Pelt eine Neuauflage des Heaven’s Metal als Fanzine und führt seither sowohl das HM Magazin als auch Heaven’s Metal.
In Schweden berichtet das Magazin Noizegate Music über christliche und nicht-christliche Musik im Bereich Hard Rock und Metal. Für die südamerikanische Unblack-Metal-Szene ist vor allem das portugiesischsprachige Magazin Extreme Brutal Death Mag wichtig. Einzelne Ausgaben erscheinen auch in englischer Sprache und werden international vertrieben.
Auch im Internet befinden sich Seiten und Communities, die explizit den christlichen Metal unterstützen und zum Teil ein reges Forumsleben aufweisen. Beispiele dafür sind aus dem deutschsprachigen Raum der Verein Unblack aus der Schweiz, der auch stark mit dem jährlich stattfindenden Festival Elements of Rock verbunden ist.
Der Dokumentarfilm A Light In Darkness – Nemesis Divina von Stefan Rydehed untersucht den Unblack Metal in Form von Interviews mit christlichen Musikern und Musikwissenschaftlern. Der Film feierte in einer Vorabversion Weltpremiere beim Endtime Festival 2006 in Schweden und Deutschlandpremiere beim Blast of Eternity Festival 2009 in Heilbronn.

## Christliche Metal-Festivals
- Blast of Eternity (Heilbronn/Neckarsulm)
- Bobfest (Linköping, Schweden)
- Christmas Rock Night (Ennepetal)
- Loud and Proud Festival (Betzdorf)
- Cornerstone Festival (Illinois, USA)
- Cross Music Metalfest (Bad Hersfeld)
- Destruction Fest (London, Vereinigtes Königreich)
- Elements of Rock (Uster, Schweiz)
- Freakstock (Borgentreich)
- Saxstock (Frauenhain)
- Maata Näkyvissä (Turku, Finnland)
- Nordic Fest (Oslo, Norwegen)
- Owener Rocknacht (Owen)
- Rock on the Rock (San Michele, Italien)
- Rock Without Limits (Balingen)
- Balinger Rockfestival (Balingen, Deutschland)
- Solid Festival (Schweiz)
- Call for Eternity / Call for Eternity Extreme (Slowakei)

## Christliche Musiklabels
- Solid State Records (USA)
- Bombworks Records (USA)
- Dawnlight Records (Deutschland)
- Endtime Productions (Schweden)
- Facedown Records (USA)
- MCM Music (USA/Deutschland)
- Momentum Scandinavia (Norwegen)
- Liljegren Records (ehemals Rivel Records) (Schweden)
- Son of Man Records (USA)
- Whirlwind Records (Deutschland)
- Treasure Hunt Records (Deutschland)
- Guideline Records (Deutschland)